# 1766 en littérature
| Années de la littérature : 1763 - 1764 - 1765 - 1766 - 1767 - 1768 - 1769    |
| Décennies de la littérature : 1730 - 1740 - 1750 - 1760 - 1770 - 1780 - 1790 |

Cet article présente les faits marquants de l'année 1766 en littérature.

## Événements
- 13 janvier : début du séjour de Rousseau en Angleterre (fin le 22 mai 1767) ; il réside à Londres, puis à Wootton Hall dans le Staffordshire à partir du 22 mars et se consacre à la botanique et à rédiger les Confessions ; il se querelle avec Hume (lettres du 23 juin et 10 juillet)[1].
- 24 mai : Marmontel lit un fragment à la séance extraordinaire de l'Académie Française de son roman Bélisaire, publié en février 1767. Le chapitre XV prône la tolérance religieuse, ce qui lui vaut d'être condamné par la faculté de théologie de la Sorbonne en décembre 1767 et par un mandement de l'archevêque de Paris, Mgr de Beaumont le 24 janvier 1768[2].

- 1er juillet : à Abbeville, le chevalier de La Barre coupable d'« impiété et blasphèmes » est décapité et son corps jeté au bûcher, avec un exemplaire du Dictionnaire philosophique de Voltaire, cloué sur son torse[3]

- 25 novembre : encyclique Christianæ reipublicæ salus du pape Clément XIII sur la « proscription des livres dangereux », contre les Lumières[4].

- 2 décembre : ordonnance instituant la liberté de la presse en Suède[5].

## Parutions
- 8 mai : Tobias Smollett, Travels through France and Italy, vol. 1, London, R. Baldwin, 1766 (présentation en ligne) (« Voyages à travers la France et l'Italie »), récit de voyage en deux volumes.

- Péter Bod (en), Magyar Athenas (hu), Nagyszeben, 1766 (présentation en ligne), premier dictionnaire littéraire en hongrois. Il contient les biographies de 528 écrivains hongrois.
- Emmanuel Kant, Träume eines Geistersehers, erläutert durch Träume der Metaphysik, Königsberg, Johann Jacob Kanter, 1766 (présentation en ligne) (« Songes d’un visionnaire expliqués par les songes de la métaphysique »).
- Gotthold Ephraim Lessing, Laokoon : oder über die Grenzen der Malerei und Poesie, Berlin, Christian Friedrich Voß, 1766 (présentation en ligne) (« Laocoon, ou traité des Limites de la peinture et de la poésie»), essai d'esthétique inspiré par le Groupe du Laocoon.
- Voltaire, Le Philosophe ignorant, 1766 (présentation en ligne) publié sans nom d'auteur. Contient page 134 Petite digression, un conte philosophique.
- Voltaire, Avis au public sur les parricides imputés aux Calas et aux Sirven, Genève, Cramer, 1766 (présentation en ligne).
- Heinrich Wilhelm von Gerstenberg, Briefe über Merkwürdigkeiten der Litteratur, Schleswig und Leipzig, Hansen, 1766-1767 (présentation en ligne) (« Lettres sur des curiosités de la littérature », 1766-1770) dans lequel il formule les principes littéraires de Sturm und Drang.

- Feu M. Boulanger (Paul Thiry d'Holbach), Le Christianisme dévoilé : ou Examen des principes et des effets de la religion chrétienne, Londres (Nancy), 1766 (présentation en ligne), anonyme.

### Fictions
- Pu Songling (1640-1715), Liaozhai zhiyi (« Contes étranges du studio du bavard »), première édition posthume financée par le mandarin lettré Zhao Qibao et ses amis[6].
- Choix de poésies allemandes (trad. Michael Huber), vol. 1, Paris, Chez Humblot, 1766 (présentation en ligne), en quatre volumes 2 3 4, traduction et histoire critique qui ouvre la France à la poésie allemande.
- Oliver Goldsmith, The Vicar of Wakefield, Salisbury, Printed by B. Collins for F. Newbery (présentation en ligne) (« Le Vicaire de Wakefield »), roman, en deux volumes.

## Naissances
- 22 avril : Germaine de Staël, dite Madame de Staël, romancière et essayiste suisse romande († 14 juillet 1817).

## Décès
- 3 novembre : Thomas Abbt, philosophe et écrivain allemand (° 25 novembre 1738).
- Madame de Beaumer, femme de lettres française.